# 3542 Tanjiazhen
3542 Tanjiazhen је астероид главног астероидног појаса са средњом удаљеношћу од Сунца која износи 3,168 астрономских јединица (АЈ).
Апсолутна магнитуда астероида је 11,7.